# Demetrio Moscato
Demetrio Moscato, né le 4 février 1888 à Gallina en Italie et mort le 22 octobre 1968 à Salerne en Italie, est un archevêque catholique italien du XXe siècle. 

## Biographie
Demetrio Moscato est né à Gallina, un hameau de Reggio de Calabre, le 4 février 1888. Sa vocation le conduit à entrer au séminaire du Reggio Calabria. Le 13 octobre 1912, il est consacré prêtre dans l'église de Gallina par l'archevêque Camillo Rinaldo Rousset. Il participe à la Première Guerre mondiale en tant qu’aumônier militaire, ce qui lui vaut une médaille de valeur militaire.
De retour à Reggio, il commence son travail au sein de la paroisse d'Arangea, puis passe à la paroisse de San Giorgio al Corso. En mai 1935 Moscato réalise son projet, visant à la reconstruction l'église de San Giorgio al Corso, à la mémoire des vainqueurs italiens, des soldats de la Grande Guerre, en cela elle est nommée "église de la Victoire". Le 24 juin 1934 Moscato est élevé au rang d'évêque pour le diocèse San Marco Argentano et Bisignano, il consacré le 8 septembre de la même année.
En 1943, il devient administrateur apostolique pour le Reggio Calabria après la mort de l'archevêque Enrico Montalbetti. Le 22 janvier 1945, il devient archevêque de Salerne.
En 1946, il est nommé administrateur apostolique pour le diocèse d'Amalfi.
En 1966, il prend part à la première réunion plénière de la Conférence épiscopale italienne après la clôture du Concile Vatican II.
Il meurt à Salerne le 22 octobre 1968, à l'âge de 80 ans, et est enterré dans la cathédrale de la ville.